# Przemysław Korsak
Przemysław Korsak (8 de abril de 1999) es un deportista polaco que compite en piragüismo en la modalidad de aguas tranquilas. Ganó dos medallas de plata en el Campeonato Europeo de Piragüismo de 2024, en las pruebas de K2 200 m y K4 500 m.

## Palmarés internacional
| Campeonato Europeo | Campeonato Europeo | Campeonato Europeo | Campeonato Europeo |
| Año                | Lugar              | Medalla            | Competición        |
| ------------------ | ------------------ | ------------------ | ------------------ |
| 2024               | Szeged (Hungría)   | Medalla de plata   | K2 200 m           |
| 2024               | Szeged (Hungría)   | Medalla de plata   | K4 500 m           |